# Papahdilmah
Papahdilmah (también Pavahtelmah, Papaḫdilmaḫ, Pawaḫtelmaḫ o Papaldikmak), sobre la base de algunas de las fuentes contemporáneas escritas hititas, fue hijo y heredero al trono del rey Pu-Sarruma.
Sin embargo, basados en documentación de herencia de Pu-Sarruma, a Labarna lo siguió Hattusili I. De acuerdo con inscripciones fragmentarias, Papahdilmah fue designado sucesor de Labarna por Pu-Sarruma durante su ausencia. Labarna ganó la siguiente guerra civil para recuperar su trono.
Tenía una hermana Tawannanna que era la esposa del rey Labarna. Papahdilmah se opuso a su padre quien, por tanto, eligió a su yerno Labarna para su sucesión. Papahdilmah fue bien recibido y tuvo el apoyo de los consejeros del rey.
Hizo la guerra contra su cuñado y perdió. Su hijo pudo haber sido Hattusili I.